# Territorial pick
Ein Territorial Pick (deutsch etwa: „Regionales Erstzugriffsrecht“) ist ein 1949 erfundenes, 1965 abgeschafftes Spezialverfahren in der Basketball Association of America (BAA), um Teams in der NBA-Draft einen Erstzugriff auf College-Spieler aus der nahen Umgebung zu ermöglichen. Mannschaften konnten ihren Erstrunden-Pick opfern, um einen Spieler zu bekommen, der in maximal 50 Meilen Entfernung von der Stadt des NBA-Teams aufs College gegangen war. Auf diese Weise konnte ein Team auch dann einen Spieler verpflichten, wenn ein anderes Team mit dem ersten Pick jene Person auswählte.
Hintergrund dieser Regelung war, dass die NBA den Aufstieg beliebter College-Stars in das nächstgelegene Profiteam fördern wollte. Auf diese Weise sollten diese „Lokalhelden“ ihre Fans in ein benachbartes NBA-Team mitziehen, denn zum damaligen Zeitpunkt war College-Basketball angesehener als der als „prekär“ betrachtete Profi-Basketball.
Territorial Picks, die es in die Naismith Memorial Basketball Hall of Fame schafften, waren unter anderem Wilt Chamberlain, Oscar Robertson, Tom Heinsohn, Dave DeBusschere, Gail Goodrich und Paul Arizin. Chamberlain sorgte für eine Kuriosität: da er in Kansas City aufs College gegangen war, aber Kansas kein NBA-Team besaß, wiesen die Philadelphia Warriors darauf hin, dass Chamberlain in Philadelphia auf die hiesige Overbrook High School gegangen war. Damit wurde er der einzige Territorial Pick der NBA-Geschichte, der aufgrund seiner Highschool-Zugehörigkeit in ein Team verpflichtet wurde.
1965 wurde das Konzept der Territorial Picks abgeschafft, da ein Paradigmenwechsel bezüglich der Rezeption des Profi-Basketballs hin als „Liga der Stars“ stattgefunden hatte.